# ミクロヒメカメレオン
ミクロヒメカメレオン（学名:Brookesia micra）とは、ヒメカメレオン属に分類されるカメレオンの一種である。マダガスカル沿岸のノシ・ハラ島に生息する。2012年2月現在世界最小の爬虫類とされていたが、2022年にその座をナノヒメカメレオンに奪われた。その大きさはマッチの先に乗る程度の大きさで、成長しても体長は29ミリメートルほどにしかならない。

## 発見
バイエルン州立動物学博物館のFrank Glawの調査隊が、マダガスカルの森を8年間探査して発見した。本種は2007年のFrank Glawらの論文中でBrookesia sp. "Nosy Hara" （ヒメカメレオン属の一種　ノシ・ハラ産）として言及されていたものである。体が小さいことから、ギリシャ語で「小さい」を意味する"μικρός"をラテン文字化したものを種小名として"Brookesia micra"という学名がつけられた。

## 特徴

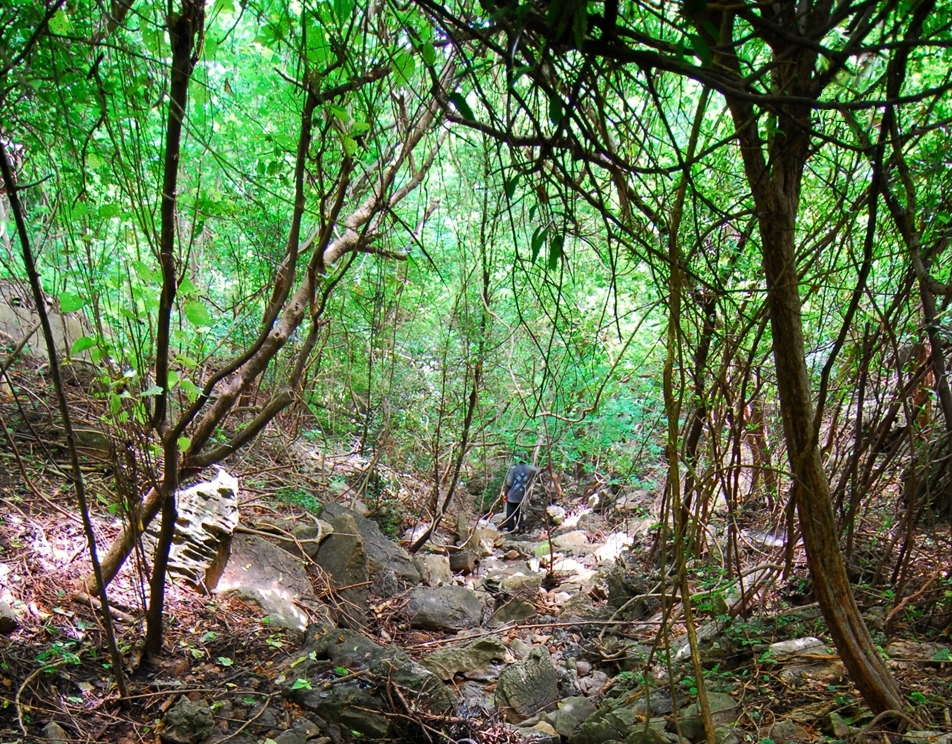
ミクロヒメカメレオンが生息するノシ・ハラ島の森

オスの体長は最大で約16ミリメートル程度で、メスも30ミリメートルを超えることはなく、有羊膜類の中では2012年現在確認されている中では世界最小である。同様に小さいミニマヒメカメレオン(Brookesia minima)と比較すると、ミクロヒメカメレオンは尾が短く頭が大きい。トカゲの大きさはその生息環境の資源に依存すると考えられており、島嶼矮化と呼ばれる。成長すると尾がオレンジ色になる。

## 分布
ミクロヒメカメレオンは2003年から2007年の間にマダガスカルの北部沿岸の小島で捕獲された。日中は腐葉土の中で生息していることが多く、夜は枝を10センチメートルほど登ってそこで眠る。Frank Glawと共に調査にあたったJorn Köhlerは、ミクロヒメカメレオンが生息する地域では違法な伐採が行われているため生息域が破壊される危険性があると指摘する。

## ギャラリー

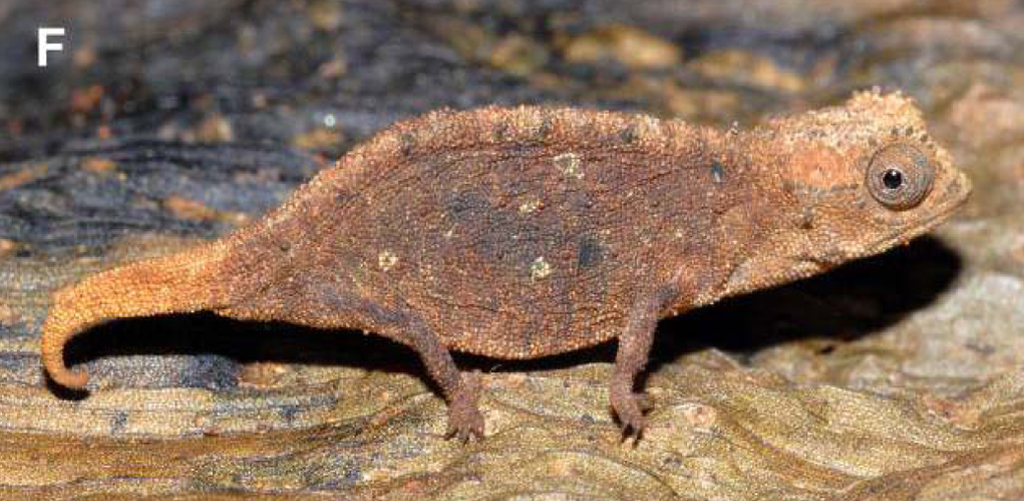
メス
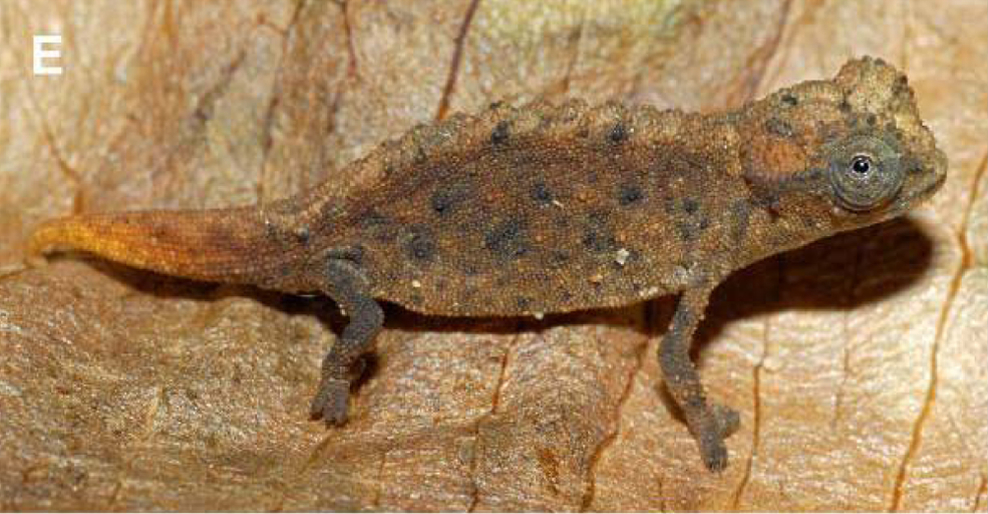
オス
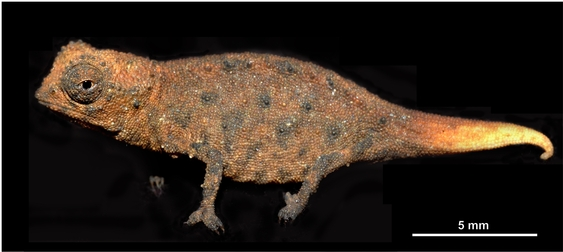
オス
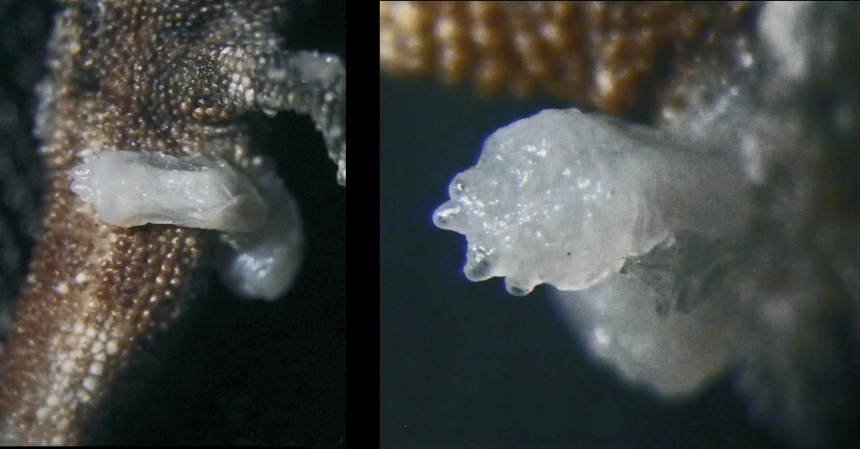
ミクロヒメカメレオンの半陰茎
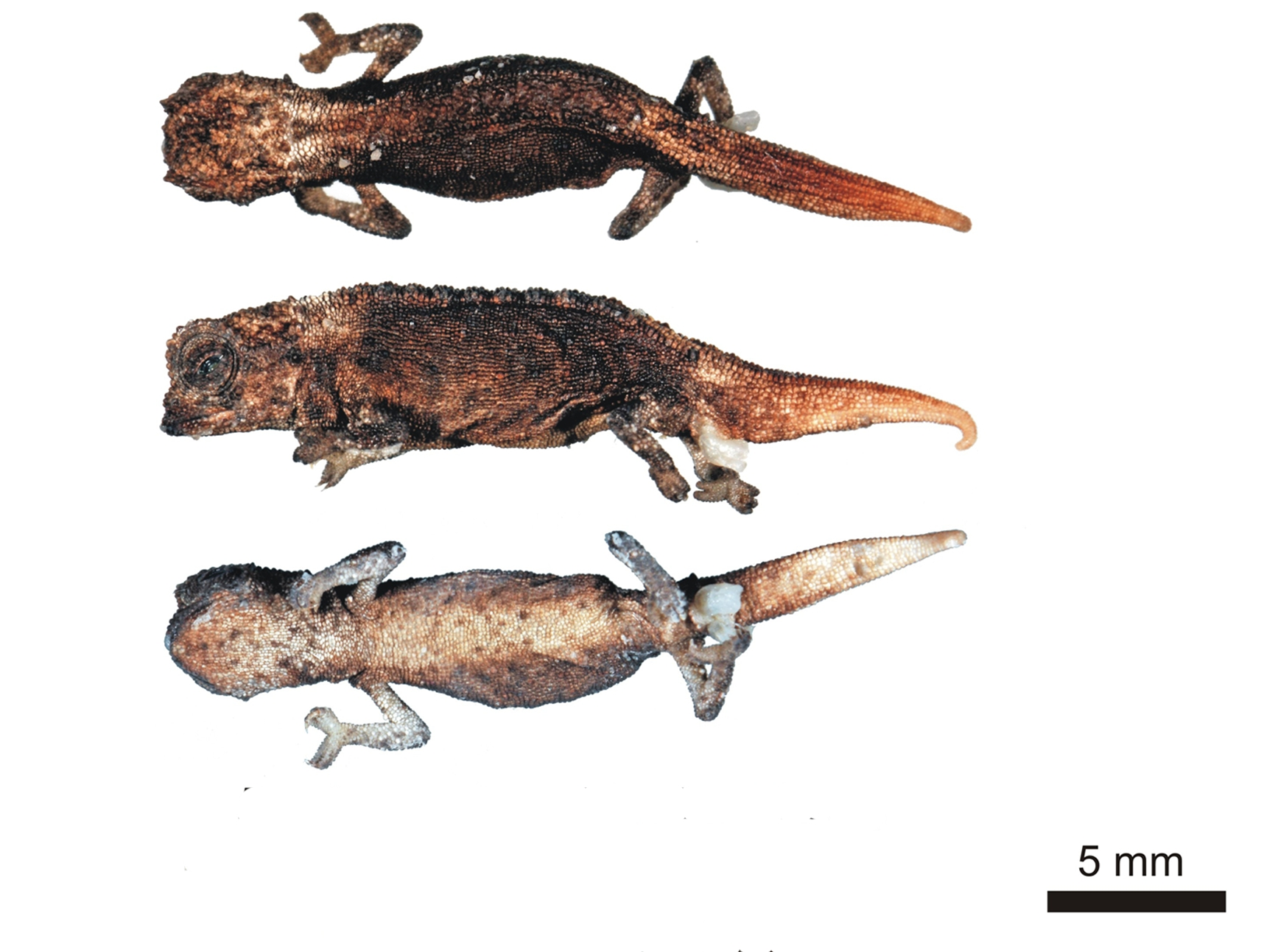
標本
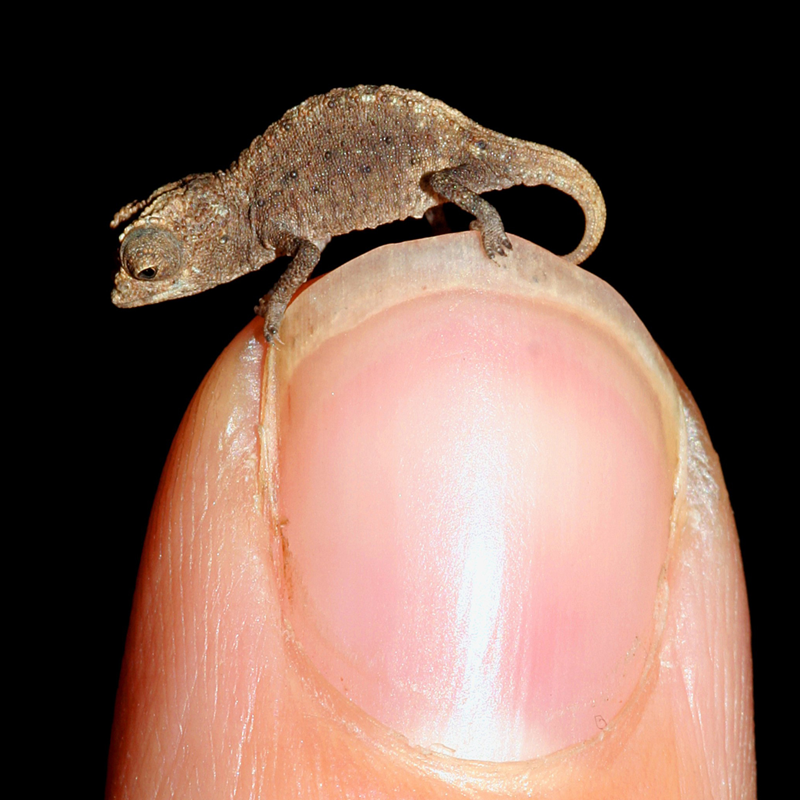
ヒトの爪先に乗せたミクロヒメカメレオン